# 真夜中のヘッドフォン
「真夜中のヘッドフォン」（まよなかのヘッドフォン）は、2016年12月21日に発売された南波志帆の6枚目のシングルである。

## 概要
ミニ・アルバム『ドラマチックe.p.』発売から間髪入れずに発表された。南波自身のレーベル「sparkjoy records」からのシングルとしては、第1作である。その当時は、タワーレコードおよびe☆イヤホンにてオリジナルヘッドホン付で限定300台販売された。付属のヘッドホンはオーディオメーカーFostexのロングセラーモデルの最新バージョン「TH7」であり、南波監修によるサウンド・チューニングモデルが採用され、デザインは、ミニアルバム『ドラマチックe.p.』に引き続き千原徹也氏率いる「れもんらいふ」が担当。
生産台数限定で発売したものの予約殺到となり遂に入手困難となってしまったため、2曲入りシングルとして緊急発売することを2017年2月14日に発表された。同年3月8日にリリースされた。NegiccoのNao☆が作詞した。リリース後、南波自身がDJを務めるNHK-FMにて放送されている音楽番組「ミュージックライン」にてオンエアされた。

## 収録曲
ヘッドフォン付き限定盤
1. 真夜中のヘッドフォン
作詞：Nao☆ 作曲：さよならポニーテール 編曲：
  - スカートの澤部渡がコーラスとラップで参加している。
  - オーディオメーカーFostexのヘッドホン「TH7」付属。

通常盤
1. 真夜中のヘッドフォン
2. オノマトペの歌
作詞・作曲・編曲：央海加亥
  - 南波がレギュラーとして出演していた広島テレビ「もりもり！コジマトペー」のエンディングテーマで、2015年に放送終了しており、音源化が待たれていた。
  - NHK教育テレビで放送されている「ピタゴラスイッチ」のオリジナルソングに、栗原正己の歌唱による「オノマトペのうた」が存在するが、全く異なる楽曲である。